# Balle! E tutti i ballisti che ce le stanno raccontando
Balle! E tutti i ballisti che ce le stanno raccontando è un libro di satira politica scritto da Al Franken (New York, 21 maggio 1951) e pubblicato in Italia dalla Arnoldo Mondadori Editore nel 2004.

## Contenuti
Nel libro Al Franken punta a smascherare le presunte menzogne del presidente statunitense George W. Bush, il quale secondo Franken è appoggiato anche dai mass media che non lasciano trasparire la realtà.
Una sostanziosa fetta del libro è dedicata al confronto tra il presidente Bush e l'ex presidente, Bill Clinton, per quanto riguarda le loro possibilità economiche, ambientali, politiche e militari.
Il libro include argomenti che hanno riscaldato l'ambiente statunitense, come boicottaggi o imparzialità delle reti televisive e dei giornali.

## Edizioni in italiano
- Al Franken, Balle! E tutti i ballisti che ce le stanno raccontando, Mondadori, Milano 2004 (trad. Matteo Colombo)